# パックスラジオ
株式会社パックスラジオ（英: Pax Radio Corporation,Inc.）は、東京都八王子市に本社を持つ日本の無線通信機器販売会社。業務用無線通信機器、アマチュア無線機器、防犯用品などを扱っている。